# ワット・プララーム

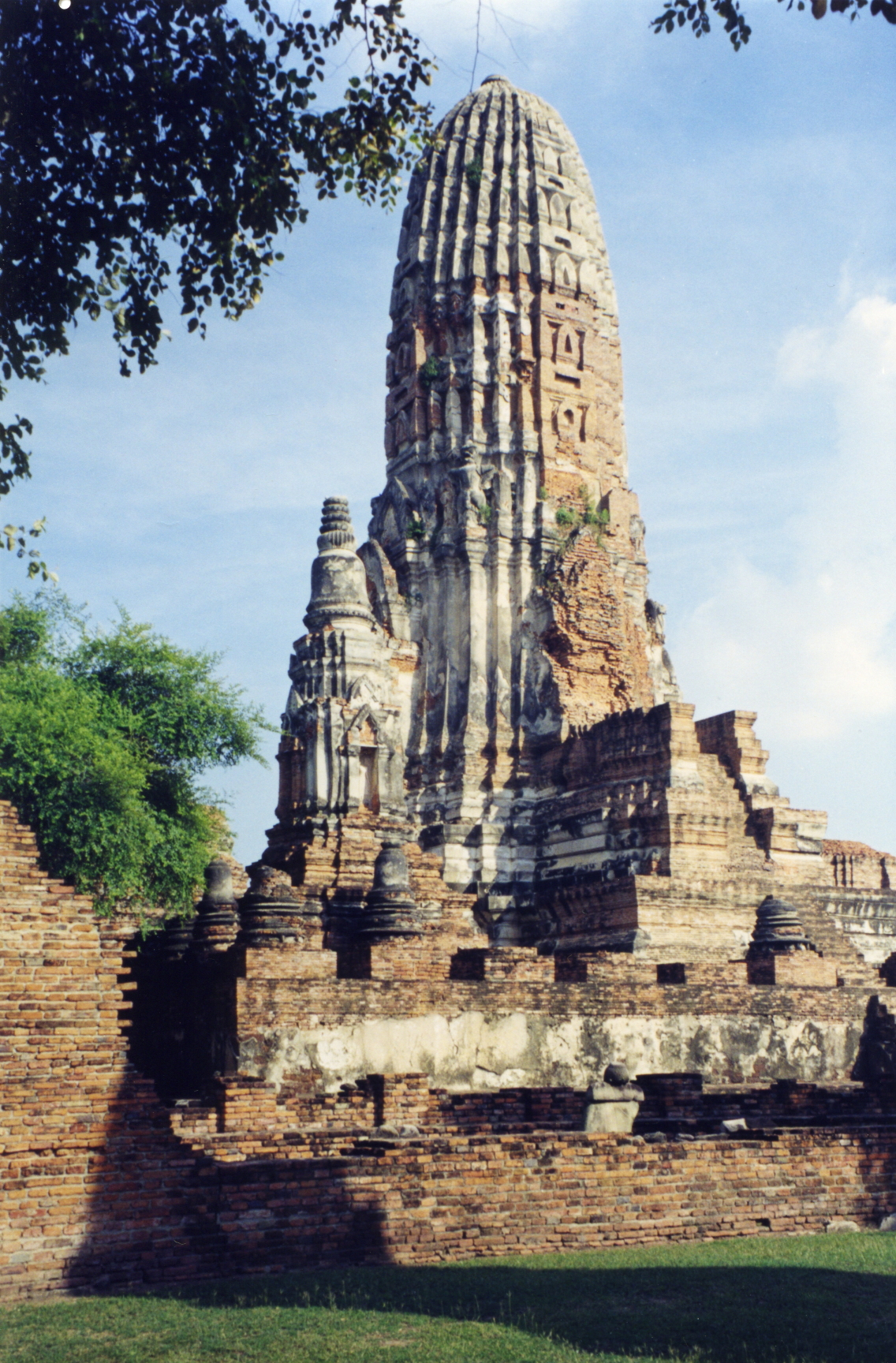
中央の塔堂部

ワット・プララーム (Wat Phra Ram、タイ語: วัดพระราม) はタイのアユタヤに位置するアユタヤ歴史公園にある仏教寺院（ワット、wat）である。

## 位置
ワット・プララームは、川に囲まれた旧都アユタヤの中心部にあり、ワット・プラシーサンペットの東側、かつての王宮の南東に位置する。

## 歴史
この複合寺院は、ラーメースワン（在位1369-1370年〈後・1388-1395年〉）により創建され、その後、ボーロマトライローカナート（在位1431-1488年）によって1434年に再構築されたものと考えられる。また、アユタヤの王室の史記によれば、1369年、ラーメースワンにより父ラーマーティボーディー1世（在位1351-1369年）の火葬の場に建立されたことがうかがえる。
1650年にオランダの美術家により描かれた首都アユタヤの油彩画 Iudea （アムステルダム国立美術館所蔵）およびヨハネス・フィングボーンス（1616/17-1670年）の地図（1665年）には、その場所に1基の塔堂（プラーン、prang）といくつかの仏塔（チェーディー、chedi）および1基の礼拝堂（ウィハーン、wihan）が認められる。1687年の不詳のフランス人に製作された地図は、この場所を Grande Pagode （「大仏塔」）と記している。
1685年のギー・タシャール（1651–1712年）の詳細な報告により、王ナーラーイ王（在位1656-1688年）統治時代であった1665年から1685年のうちに寺院は大幅に拡張されたと考えられる。この時代に、中央の塔堂には小形の塔堂が4方向すべてに追加され、それにより十字形を構成するようになった。同時に中央基壇を囲む回廊 (Phra Rabieng) が構築された。
1741年（-1742年）には、王ボーロマコート（在位1733-1758年）のもとでさらに大きな改修がなされた。「プララームも等しく荒廃していたため王はそれを思いやり、完全に再建ことを宣言した。これは完成するまでに1年以上かかった。その後、王は3か所の主要寺院すべてにおいて落成の式典をそれぞれ開き、大勢の僧侶に十分な供物を捧げて、各寺院で3日間におよぶ祝宴を催した」。王ボーロマコートの拡張は、中央塔堂の周りの第2基壇、東西にある大礼拝堂、北側と南側の一連の仏塔であったと考えられる。
寺院の前にノーンソーン (Nong Son、タイ語: หนอง โสน) と呼ばれる池が、おそらく都が創設される以前よりあった。王宮、ワット・マハータート、ワット・ラーチャブーラナ、それにワット・プララームを構築するため、その池沼の土により地盤を整えた。その後、現在のハスの花の美しい池であるブン・プララーム (Bueng Phra Ram 「タイ語: บึงพระราม」) がここに配置された。

## 構成

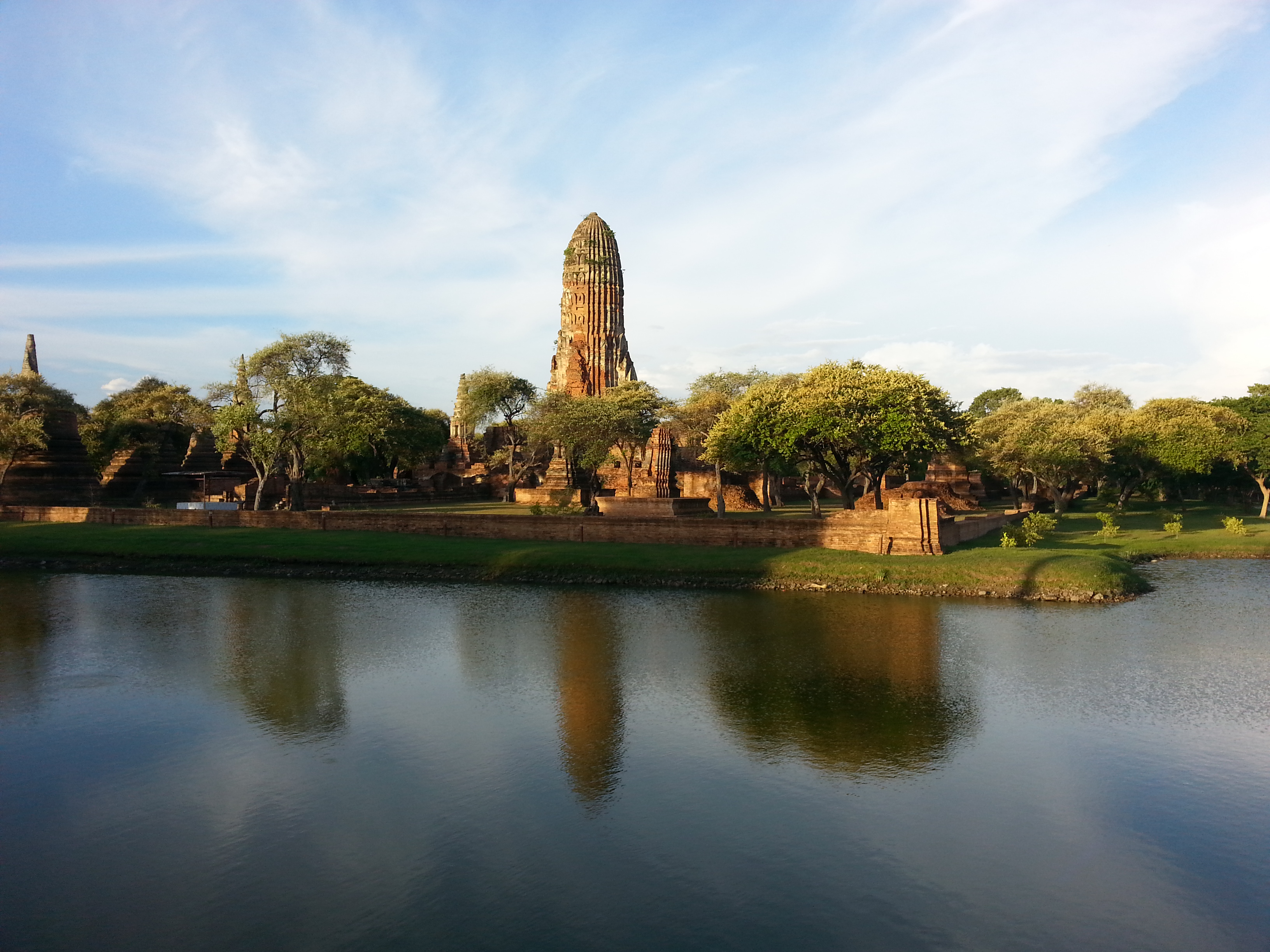
ワット・プララームと池（ブン・プララーム）

ワット・プララームは、アユタヤの主要な寺院と同じく東を向いている。大きな塔堂は正方形の基壇に立つ。急な階段がその入口に向かってあり全高の約3分の1にまで達する。塔堂の内陣 (Cella) への東側の扉口以外には、3方向に偽扉がある。東側だけではなく西側にも方形の前面部 (vestibule) があり、おそらく当初はそこに小型塔堂を掲げていた。
中央塔堂は、トウモロコシにも似た形をしており、いくつかの層はアンテフィクサやガルーダで装飾されている。中央基壇は南北におよんでおり、ここにはかつて2基の小さな塔堂があったが、今日では基壇壁のみが残存する。中央基壇の四隅には4基の大きな仏塔があり、基壇の端には約40基の小さな仏塔の遺構が並ぶ。4基の角の仏塔にはさまざまな姿の仏像で装飾されたレリーフが部分的に保存されている。
この複合建造物は、小さな中庭と方形の内回廊に囲まれるが、今日では基礎壁ばかりでなく、いくつかの仏像の断片が見られる。東西にある2基の礼拝堂の後壁はそれぞれ回廊とつながる。また、寺院の敷地内にはいくつかの小さな礼拝堂および1基の小さな本堂（ウボーソット、ubosot）、それに数多くの仏塔の遺構がある。
寺院に囲む池の周辺は、プララーム公園 (Phra-Ram Park) となり、小さな橋も設置されている。